# Chip 'n Dale Rescue Rangers: The Adventures in Nimnul's Castle
Chip 'n Dale: Rescue Rangers: The Adventure in Nimnul's Castle es un videojuego de acción inspirado en la serie de televisión Chip 'n Dale: Rescue Rangers desarrollado por Riedel Software Productions y publicado en marzo de 1990 por Hi Tech Expressions.

## Argumento
Los Rangers tienen que rescatar a Monterey Jack, que cayó en una trampa para ratones en el castillo del profesor Norton Nimnul. Para ello, las ardillas deben infiltrarse en el castillo con el fin de obtener varias partes que permitan a Gadget construir una máquina voladora con la que llegar a Monterrey Jack.